# Itzy
Itzy (en hangul, 있지; romanización revisada, Itji; estilizado como ITZY) es un girl group surcoreano formado por JYP Entertainment en 2019. El grupo cuenta con cinco integrantes: Yeji, Lia, Ryujin, Chaeryeong y Yuna. Debutó el 12 de febrero de 2019 con el lanzamiento del sencillo en CD, It'z Different y la canción principal Dalla Dalla.

## Historia

### Predebut
La información acerca del nuevo grupo de chicas de JYP Entertainment se reveló en 2017. El grupo debutaría con cinco integrantes, Yeji, Ryujin, Chaeryeong, Yuna y Lia. Ryujin se hizo famosa por su aparición en BTS Universe de BTS en 2017. Más tarde, ella participó en el programa Mix Nine, donde ganó el primer lugar entre las chicas. Chaeryeong y su hermana mayor Chaeyeon también participaron en Sixteen, sin embargo, ninguna de las 2 debutó con el grupo; luego Chaeyeon debutó como miembro de Iz*One. Lia fue una aprendiz de SM Entertainment, pero después de abandonar la agencia intentó volver, siendo expulsada definitivamente. En el año 2017, Yuna, Chaeryeong, Yeji y Ryujin aparecieron junto a otras aprendices en el programa Stray Kids de Mnet, como propuesta de grupo femenino, pero los escogidos fueron Stray Kids.  En 2019, dos años después, las cinco integrantes debutaron con el álbum sencillo It'z Different, con la canción principal Dalla Dalla.

### 2019-2020: Debut y primera gira

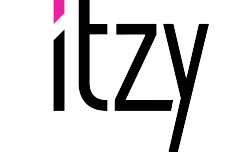
Logo oficial de ITZY

El 21 de enero, JYP anunció que debutaría a un nuevo grupo de chicas, el primero desde el debut de Twice en 2015. A través de YouTube, la agencia lanzó un vídeo que revelaba a las cinco integrantes. Una semana antes, se confirmó que el videoclip de su canción debut ya estaba filmado. Además de las fotos grupales e individuales, se publicaron teasers del vídeo musical. El 11 de febrero, fue lanzado el sencillo doble It'z Different, con la canción «Dalla Dalla» como single principal. La canción incorpora elementos de future house y bass house. Sus letras «poderosas» fueron bien recibidas por el público. Billboard confirmó que el vídeo musical superó 17.1 millones de visitas en 24 horas, rompiendo el récord como el videoclip debut de K-pop más visto en ese período. El 21 de febrero, ocho días después de su debut, Itzy recibió su primera victoria en M! Countdown y se convirtió en el grupo de chicas que más rápido logró una victoria en un programa musical. «Dalla Dalla» también tiene el récord como el videoclip debut de K-pop más rápido en alcanzar las 100 millones de visitas.
El primer miniálbum del grupo, titulado It'z Icy, fue lanzado el 29 de julio de 2019, junto al videoclip de «Icy». El 22 de septiembre, JYPE anunció el grupo iniciaría con la gira Itzy Premiere Showcase Tour «Itzy? Itzy!», la cual comenzó en Yakarta el 2 de noviembre, visitando diferentes ciudades de Asia a finales de 2019 antes de dirigirse a los Estados Unidos para realizar cinco conciertos en enero de 2020. En noviembre de 2019, «Dalla Dalla» superó los 100 millones de streams en Gaon Music Chart, obteniendo la primera certificación de platino para el grupo. También es la primera canción debut de un grupo de K-pop en obtener una certificación de platino por la Recording Industry Association of Korea desde el inicio de las certificaciones en abril de 2018. El sencillo también ocupó el puesto número 8 en la lista de «Las 20 mejores canciones de K-pop de 2019» de Dazed. Los vídeos musicales de «Dalla Dalla» e «Icy» entraron en la lista como los vídeos más populares de Corea del Sur en YouTube, en el puesto 2 y 7 respectivamente. A finales de año, Itzy fue reconocido con varios premios como «Mejor nuevo artista femenino», incluidos los Melon Music Awards y Mnet Asian Music Awards.
Itzy comenzó el año con una gira en los Estados Unidos, comenzando el 17 de enero en Los Ángeles. El 9 de marzo de 2020, Itzy lanzó su segundo EP, It'z Me, y su sencillo principal «Wannabe». El álbum debutó en el quinto puesto de US World Albums y fue la mejor posición del grupo en la lista en ese momento. Además, el grupo ganó popularidad debido al complejo baile de hombros que se realiza en la apertura de la canción, muchos idols se desafiaban a intentar realizar el movimiento con la rapidez y fuerza como lo hacía ITZY. Wannabe se convirtió en un fenómeno de tal manera que es considerado por algunos como El himno de la cuarta generación de Kpop. Recibieron elogios por mantener un mensaje positivo, de amor propio y de aceptación personal.
El 17 de agosto, Itzy lanzó Not Shy, su tercer EP, así como el video musical del sencillo principal bajo el mismo nombre. Aunque presentaba el característico sonido pop "teen crush" de Itzy, el álbum marcó un cambio lírico cuando el grupo pasó de cantar sobre "temas de independencia y amor propio" a "sumergirse en las aguas del canto sobre el amor". El EP debutó en el número uno en la lista de álbumes de Gaon con ventas de más de 219,048 unidades. Fue su segundo lanzamiento en encabezar esta lista. "Not Shy" también fue promocionado en programas musicales, logrando cinco victorias.

### 2021-2022: Debut japonés y primer álbum de estudio coreano
Como se había anunciado en diciembre de 2020, Itzy lanzó las versiones oficiales en inglés de sus canciones principales el 22 de enero de 2021, por medio de un sencillo que incluía las canciones «Not Shy», «Wannabe», «Icy» y «Dalla Dalla». El 20 de marzo de 2021, Itzy lanzó el sencillo digital "Trust Me (Midzy)", una canción dedicada a sus aficionados, como parte de su primer evento global de transmisión en vivo.
El 30 de abril, Itzy lanzó su cuarto EP, llamado Guess Who, junto a su sencillo principal «In the Morning». El EP logró posicionarse en el Billboard 200 en el número 148, lo que constituyó su primera aparición en dicha lista. La versión en inglés de "In the Morning" fue lanzada el 14 de mayo de 2021.
El 1 de septiembre, se anunció que Itzy haría su debut en Japón bajo Warner Japan a finales de año. El 24 de septiembre, Itzy lanzó su primer álbum de estudio titulado Crazy in Love, junto a su sencillo principal «Loco». Además del video musical para el sencillo principal que fue revelado el mismo día de lanzamiento, el tema «Swipe» cuenta también con su propio video, el cual fue revelado el 27 de septiembre de 2021. El 5 de octubre, el álbum debutó en el puesto 11 dentro de los Billboard 200, estableciendo un nuevo récord para su discografía.
El 31 de octubre, se lanzó finalmente la versión en japonés de «Wannabe» junto a un video musical. Un par de días después, el 1 de noviembre, Itzy anunció que lanzarían su álbum debut japonés titulado It'z Itzy el 22 de diciembre, el cual incluye las versiones en japonés de sus anteriores canciones.
El 10 de febrero de 2022, Billboard informó que Republic Records, un sello discográfico estadounidense, y JYP Entertainment habían incorporado a Itzy dentro de su asociación estratégica para expandir sus carreras a nivel internacional, plan que inicialmente solo incluía al grupo Twice. El 6 de abril, Itzy lanzó su primer sencillo original en japonés, titulado «Voltage».
El 15 de julio de 2022, Itzy lanzó su quinto EP, titulado Checkmate, siendo el sencillo principal «Sneakers». Durante el anuncio, también se confirmó que el grupo realizaría su primera gira mundial titulada de igual forma «Checkmate», comenzando ese mismo año con los primeros shows en Seúl el 6 y 7 de agosto. El 5 de octubre, Itzy lanzó su segundo sencillo japonés, titulado «Blah Blah Blah». Asimismo, el 21 de octubre el grupo lanzó su primer sencillo original en inglés, llamado «Boys Like You», a modo de prelanzamiento. El 30 de noviembre, Itzy lanzó su sexto EP, titulado Cheshire, incluyendo su sencillo digital en inglés previamente lanzado, y la pista principal llamada igualmente «Cheshire».

### 2023-presente:Kill My Doubt,Ringo,Born to BeyGold
En febrero de 2023, durante un concierto celebrado en el centro de convenciones Makuhari Messe de Japón, se reveló inesperadamente que el primer álbum de estudio en japonés del grupo sería lanzado durante la segunda mitad del año.
El 31 de julio de 2023, Itzy lanzó su séptimo EP, Kill My Doubt, encabezado por el sencillo «Cake». Previo al lanzamiento del EP, el quinteto lanzó videos musicales para otras dos canciones del álbum, «Bet on Me» y «None of My Business», el 3 y 24 de julio respectivamente. El grupo realizó una presentación en el SK Olympic Handball Gymnasium en apoyo al EP el día de su lanzamiento. El 7 de agosto, finalmente se realizó el anuncio oficial del primer álbum de estudio en japonés del grupo, titulado Ringo, con fecha de lanzamiento fijada para el 18 de octubre.
A principios de 2024 regresaron con un nuevo sencillo, «Untouchable», y con la noticia de la realización de su segunda gira mundial denominada Born to Be World Tour. El objetivo de la misma es promocionar su miniálbum Born to Be y llevar su música a más países que en la primera gira. 
Debido a problemas de salud, la integrante Lia no participará del miniálbum ni de esta gira mundial debido a problemas de ansiedad. El 15 de octubre publicaron su noveno EP, Gold con los sencillos «Gold» e «Imaginary Friend».
El 9 de junio de 2025, Itzy publicó su décimo EP, Girls Will Be Girls con el sencillo principal del mismo nombre.

## Integrantes
- Yeji (예지) – Líder, Principal  Vocalista, Principal Rapera y Líder Bailarina
- Lia (리아) – Líder Vocalista, Bailarina y Principal Visualista
- Ryujin (류진) – Líder Rapera, Principal Bailarina y Principal Visualista
- Chaeryeong (채령) – Principal Vocalista y Principal Bailarina
- Yuna (유나) – Principal Rapera, Bailarina y Lider Visualista

## Discografía
| Álbumes en coreano - Crazy in Love (2021) | Álbumes en japonés - Ringo (2023) |

## Filmografía

### Vídeos musicales
| Año     | Título                       | Director(es)               | Ref.    |  |
| Coreano | Coreano                      | Coreano                    | Coreano |  |
| ------- | ---------------------------- | -------------------------- | ------- |  |
| 2019    | «Dalla Dalla» (달라달라)     | Naive Creative Production  | [ 62 ]  |  |
| 2019    | «Icy»                        | Naive Creative Production  | [ 63 ]  |  |
| 2020    | «Wannabe»                    | Naive Creative Production  | [ 64 ]  |  |
| 2020    | «Not Shy»                    | Naive Creative Production  | [ 65 ]  |  |
| 2021    | «In the Morning»             | Bang Jae Yeob(방재엽)      | [ 66 ]  |  |
| 2021    | «Loco»                       | Rigend Film                | [ 67 ]  |  |
| 2021    | «Swipe»                      | Ha Jeonghoon (SUSHIVISUAL) | [ 68 ]  |  |
| 2022    | [ 69 ]                       |                            |         |  |
| 2022    | «Sneakers»                   | 725 (SL8 Visual Lab)       | [ 70 ]  |  |
| 2022    | «Cheshire»                   | 725 (SL8 Visual Lab)       |         |  |
| 2023    | «Bet on Me»                  |                            |         |  |
| 2023    | «None of my Business»        | Edie Ko (Ko Yoojeong)      |         |  |
| 2023    | «Cake»                       |                            |         |  |
| 2024    | «Born to Be»                 |                            |         |  |
| 2024    | «Mr. Vampire»                |                            |         |  |
| 2024    | «Untouchable»                |                            |         |  |
| Japonés |                              |                            |         |  |
| 2021    | «Wannabe» (japanese version) | Naive Creative Production  | [ 71 ]  |  |
| 2021    | «Loco» (japanese version)    | Rigend Film                | [ 72 ]  |  |
| 2022    | «Voltage»                    | Naive Creative Production  | [ 73 ]  |  |
| 2022    | «Blah Blah Blah»             | Naive Creative Production  | [ 74 ]  |  |
| 2023    | «Sugar-holic»                |                            |         |  |
| 2023    | «Ringo»                      |                            |         |  |
| Inglés  |                              |                            |         |  |
| 2022    | «Boys Like You»              | Hat Trick                  | [ 75 ]  |  |

### Reality Shows
| Año  | Título                                          | Canal                          | Fecha de estreno         | Ref.   |
| ---- | ----------------------------------------------- | ------------------------------ | ------------------------ | ------ |
| 2019 | Itzy? Itzy!                                     | Naver TV Cast, V Live, YouTube | 20 de febrero de 2019    | [ 76 ] |
| 2019 | I See                                           | Naver TV Cast, V Live, YouTube | 7 de agosto de 2019      | [ 77 ] |
| 2019 | A to Z <M2 Special – Itzy Vlog> "Itzy in Paris" | M2                             | 14 de noviembre de 2019  | [ 78 ] |
| 2019 | Itzy It'z Tourbook                              | Naver TV Cast, V Live, YouTube | 13 de diciembre de 2019  | [ 79 ] |
| 2020 | 100 Hours of Romantic Travel "Paris et itzy"    | M2                             | 21 de enero de 2020      | [ 80 ] |
| 2020 | Bu:Quest of itzy                                | U+ Idol Live, YouTube          | 7 de julio de 2020       | [ 81 ] |
| 2020 | ' itzy in Korea                                 | M2                             | 26 de noviembre de 2020  | [ 82 ] |
| 2021 | 2TZY: Hello 2021                                | YouTube                        | 6 de enero de 2021       | [ 83 ] |
| 2021 | IT'z Playtime                                   | YouTube                        | 8 de febrero de 2021     | [ 84 ] |
| 2021 | CSI: Codename Secret ITZY                       | YouTube                        | 2 de marzo de 2021       | [ 85 ] |
| 2021 | CSI: Codename Secret ITZY Season 2              | YouTube                        | 17 de agosto de 2021     | [ 85 ] |
| 2022 | ITZY V2LOG: Hello 2022                          | YouTube                        | 4 de marzo de 2022       | [ 86 ] |
| 2022 | Itzy Cozy House                                 | M2                             | 4 de mayo de 2022        | [ 87 ] |
| 2022 | I'm in LA (LA@ITZY)                             | M2                             | 21 de septiembre de 2022 | [ 88 ] |